# Рассоха (приток Полоны)
Рассоха — река в России, протекает в Волховском районе Ленинградской области. Правый приток реки Полона, бассейн Сяси.

## География
Река начинается на северной окраине болота Зеленецкие Мхи, южнее железнодорожной станции Зеленец. Течёт на северо-запад, на правом берегу остаются посёлок Зеленец и Зеленецкий-Троицкий монастырь. Далее Рассоха пересекает железную дорогу Волховстрой — Тихвин и впадает справа в Полону в 17 км от устья последней. Длина реки — 25 км, площадь водосборного бассейна — 61,9 км².

## Данные водного реестра
По данным государственного водного реестра России относится к Балтийскому бассейновому округу, водохозяйственный участок реки — Сясь, речной подбассейн реки — Нева и реки бассейна Ладожского озера (без подбассейна Свирь и Волхов, российская часть бассейнов). Относится к речному бассейну реки Нева (включая бассейны рек Онежского и Ладожского озера).
Код объекта в государственном водном реестре — 01040300112102000018464.